# Grace Hightower
 (avril 2021).
La mise en forme du texte ne suit pas les recommandations de Wikipédia : il faut le « wikifier ».
Les points d'amélioration suivants sont les cas les plus fréquents :
- Les titres sont pré-formatés par le logiciel. Ils ne sont ni en capitales, ni en gras.
- Le texte ne doit pas être écrit en capitales (les noms de famille non plus), ni en gras, ni en italique, ni en « petit »…
- Le gras n'est utilisé que pour surligner le titre de l'article dans l'introduction, une seule fois.
- L'italique est rarement utilisé : mots en langue étrangère, titres d'œuvres, noms de bateaux, etc.
- Les citations ne sont pas en italique mais en corps de texte normal. Elles sont entourées par des guillemets français : « et ».
- Les listes à puces sont à éviter, des paragraphes rédigés étant largement préférés. Les tableaux sont à réserver à la présentation de données structurées (résultats, etc.).
- Les appels de note de bas de page (petits chiffres en exposant, introduits par l'outil «  Source ») sont à placer entre la fin de phrase et le point final[comme ça].
- Les liens internes (vers d'autres articles de Wikipédia) sont à choisir avec parcimonie. Créez des liens vers des articles approfondissant le sujet. Les termes génériques sans rapport avec le sujet sont à éviter, ainsi que les répétitions de liens vers un même terme.
- Les liens externes sont à placer uniquement dans une section « Liens externes », à la fin de l'article. Ces liens sont à choisir avec parcimonie suivant les règles définies. Si un lien sert de source à l'article, son insertion dans le texte est à faire par les notes de bas de page.
- La présentation des références doit suivre les conventions bibliographiques. Il est recommandé d'utiliser les modèles {{Ouvrage}}, {{Chapitre}}, {{Article}}, {{Lien web}} et/ou {{Bibliographie}}. Le mode d'édition visuel peut mettre en forme automatiquement les références.
- Insérer une infobox (cadre d'informations à droite) n'est pas obligatoire pour parachever la mise en page.

Pour une aide détaillée, merci de consulter Aide:Wikification.
Si vous pensez que ces points ont été résolus, vous pouvez retirer ce bandeau et améliorer la mise en forme d'un autre article.
Grace Hightower De Niro, née le 7 avril 1955, est une philanthrope, mondaine, actrice et chanteuse américaine. Elle a épousé Robert De Niro en 1997 et le couple s'est séparé en 2018.

## Biographie

### Jeunesse
Hightower est d'origine afro-américaine et pieds-noirs et a grandi à Kilmichael, dans le Mississippi. Elle a grandi dans la pauvreté et a eu plusieurs petits boulots pour aider sa famille. 
Attirée par la possibilité de voyager et d'élargir ses horizons, Hightower est devenue hôtesse de l'air pour Trans World Airlines. 
Installée à Paris et plus tard à Londres, elle a travaillé en tant que négociante en fonds mutuels, puis restauratrice.

### Carrière
En tant que philanthrope, Hightower a lancé Grace Hightower & Coffees of Rwanda en 2013 avec pour mission d'améliorer les conditions de vie des Rwandais en commercialisant leurs produits à l'international. Elle est membre du conseil d'administration de la New York Women's Foundation et du New York Fund for Public Schools, ainsi que membre du Women's Heart Health Advisory Council de Ronald Perelman et de l'International Women's Coffee Alliance. Hightower a été honorée pour son travail par de nombreuses institutions, dont l'American Cancer Society of New York City.
Faisant figure de personnage publique, son 55e anniversaire a fait l'objet de la couverture du magazine Vogue par André Leon Talley. En 2010, elle a remis le Creative Spirit Award de l'Institut Pratt au réalisateur Lee Daniels. 
Dans la carrière d'actrice, Hightower a joué des rôles secondaires dans divers films, dont Precious (2009) et The Paperboy (2012). De plus, elle a joué un rôle secondaire dans la série télévisée New York Police Blues, dans l'épisode de la saison 1 de 1994 intitulé Zeppo Marks Brothers.
En tant que chanteuse, elle était la voix principale du morceau "Somethin's Comin 'My Way", écrit par Dan Manjovi pour la bande originale du film Precious de 2009.

### Vie privée
En 1987, alors qu'elle travaillait chez Mr. Chow , un restaurant chinois haut de gamme à Londres et un lieu de rencontre pour les célébrités, elle a rencontré et a commencé à sortir avec Robert De Niro. 
Hightower et De Niro se sont mariés en 1997. En 1998, elle donne naissance au premier enfant du couple. De Niro a demandé le divorce en 1999 et a poursuivi Hightower pour la garde de leur fils en 2001. Cependant, les deux ont résolu leurs problèmes et, en 2004, le divorce a été abandonné et ils ont renouvelé leurs vœux. En 2011, le couple accueille son deuxième enfant, via une mère porteuse. Le couple se sépare en novembre 2018. 

## Filmographie

### Film
- 1997 : fraternité : Cris
- 2009 : Précieux : Travailleur social
- 2012 : Livreur de journaux : Petite amie de Yardley
- 2017 : Unspoken: Journal d'un assassin

### Télévision
- 1994 : New York Police Blues : Femme ESU